# 危い土曜日
「危い土曜日」（あぶないどようび）は、1974年4月21日に発売されたキャンディーズの3枚目のシングル。

## 解説
解散コンサート時点でのシングル売上は累計9万枚（CBS・ソニー調べ）。
「危い土曜日」「青春の真中」ともにセカンド・アルバム『危い土曜日〜キャンディーズの世界〜』（1974年6月21日）に収録。危ない土曜日はベストアルバムのGOLDEN J-POP/THE BEST キャンディーズとGOLDEN☆BEST キャンディーズに収録。
過去シングル2作から一転してホーンやストリングス、コンガなどを強調したハイテンポな曲となっており、以降のライブでの定番曲になった。

## 収録曲
- 両楽曲共に、作詞：安井かずみ／作曲：森田公一／編曲：竜崎孝路

1. 危い土曜日（3分10秒）
2. 青春の真中（2分44秒）

## カバー
- ARIEL（富沢美智恵、水谷優子、林原めぐみ）（1990年、シングル「危ない土曜日」。OVA作品『ARIEL 接触編 THE BEGINNING』のエンディングテーマ）
- 歌姫楽団（2006年、アルバム『彩色千輪菊』）
- THE ポッシボー（2007年、アルバム『①Be Possible!』）